# Saab 92001
La Saab 92001, ou Ursaab, est le véhicule expérimental qui servit à développer la première automobile Saab, en 1946, dans un hangar de l’entreprise de Linköping, en Suède.
Ce sont en tout trois véhicules expérimentaux qui furent développés, les 92001, 92002 et 92003. Le numéro 92 vient de la codification utilisée par Saab pour désigner ses projets en développement, et définit en 1946 le troisième projet devant le 90 Scandia, et le 91 Safir, deux avions civils. Le nom Ursaab signifie littéralement « Saab originelle » ou « première » (du suédois ur).

## Naissance du projet
Avec la fin imminente de la Seconde Guerre mondiale, la nécessité pour la Suède d'une production importante d'avions de guerre disparaît. Le constructeur Saab, dont l'existence dépendait de ce marché, se voit contraint de diversifier son activité industrielle. Analysant toutes les nouvelles demandes du pays, il s'oriente finalement vers la production automobile avec pour tâche le remplacement de voitures allemandes telles que les DKW, Opel Kadett et Adler. Le cahier des charges exigeait une automobile peu coûteuse à l'achat, autour de 3 200 SEK (valeur de 1942), fiable, sécurisante et économique d'utilisation.
À l'automne 1945, le projet est adopté sous le code XP92, du suédois experiment personbil 92 ; voiture (bil) personnelle (person) expérimentale. Une équipe de 20 ingénieurs, dirigée par Gunnar Ljungström, est formée à Linköping. Saab lui attribue un petit espace dans l'atelier d'outillages, les autres locaux étant occupés par les deux projets aéronautiques.
- Composition de l'équipe[2]

L'équipe d'ingénieurs se composait entre autres de Gunnar Lungström (ingénieur en chef), Sixten Sason (designer), Olof Landbu (ingénieur contrôle qualité), Svante Holm (chef de projet), Hugo Möller (outils et assemblage), Olle Lindgren (moteur), Tore Svensson (châssis), Tage Fladån, Hans Osquar Gustavsson (capot et proue), Erik Storerkers (structure carrosserie), Nils Lidro (schémas, proportions), Bertil Baerendz, Bror Bjurströmer (directeur d'étude) et Hermansson.

## Développement
Le directeur d'étude Bror Bjurströmer analyse les contraintes de départ, puis commence une esquisse au 1:25 en établissant un cahier des charges technique :
- Châssis monocoque autoporteur (solidité)
- Masse maximale de 800 kg
- Traction (tenue de route)
- Moteur 2 temps (économique) en position transversale (sécurité)
- Finesse aérodynamique (économie d'énergie)

### Documentation technique
N'ayant aucune expérience en ingénierie automobile, la légende ajoutant même que seuls deux ingénieurs possédaient le permis de conduire, l'équipe démarre par une campagne de documentation discrète, le projet étant secret. Des visites infructueuses sont d'abord effectuées à IK Nyköpings Automobilfabrik, qui ne faisait que de l'assemblage. La documentation publique existante n'offrait pas davantage d'informations, tout au plus une description de concepts d'avant-guerre. L'équipe s'oriente alors vers l'analyse directe, en achetant et décomposant divers modèles existants : Opel Kadett, VW coccinelle, Hanomag, DKW… Les éléments sont testés, comparés, seuls les meilleurs étant retenus pour le prototype.

### Construction

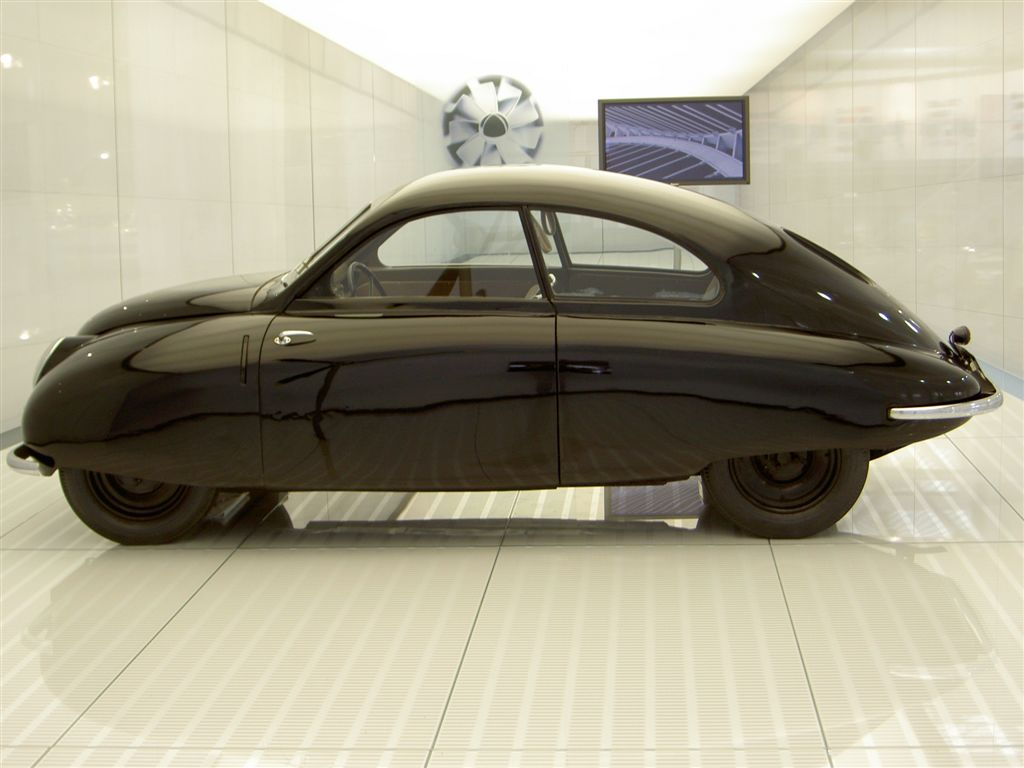
Prototype 92001 de profil

Alors que les solutions techniques se précisent, notamment avec l'adoption du moteur et de la boîte de vitesses DKW, le designer industriel Sixten Sason esquisse le profil de la voiture. Celui-ci devant offrir le meilleur compromis aérodynamique, une maquette en bois au 1:10 est testée à plusieurs reprises dans la soufflerie réservée aux avions, pour aboutir à un coefficient de traînée proche de 0,30 qui pour l'époque tenait de la performance. Mais construire une cellule à l'échelle 1:1 offrant les mêmes qualités présentait un certain nombre de problèmes, notamment au niveau de la rigidité de la coque. On dut par exemple réduire fortement la taille de la lunette arrière et abandonner l'idée d'une porte de coffre à bagages. La coque devait pouvoir absorber une grande partie des chocs en cas d'accident, pour protéger au mieux l'équipage.
En janvier 1946, la mise en place des éléments est terminée. Pour jauger le véhicule l'équipe assemble une maquette de taille réelle en bois d'aulne, avec l'aide de charpentiers de Motala, et colorée par des couches successives de cirage à chaussures noir. La maquette terminée le 15 avril 1946 subit quelques modifications, puis des gabarits sont conçus de manière à démarrer deux semaines plus tard l'assemblage du prototype tout métal. Les pièces de carrosserie en acier de 1,2 mm sont formées à la main, sur les gabarits en bois, par des ouvriers de l'usine Thorells Kylarfabrik de Linköping spécialisés dans le modelage de l'acier. En dépit de leur expérience, la formation des pièces fut difficile, notamment en raison de leurs courbures précises. À l'été 1946, le prototype 92001, animé d'un moteur deux temps de 18 ch (13 kW) et d'une boîte manuelle à trois rapports DKW, est prêt pour les essais.

### Essais et améliorations

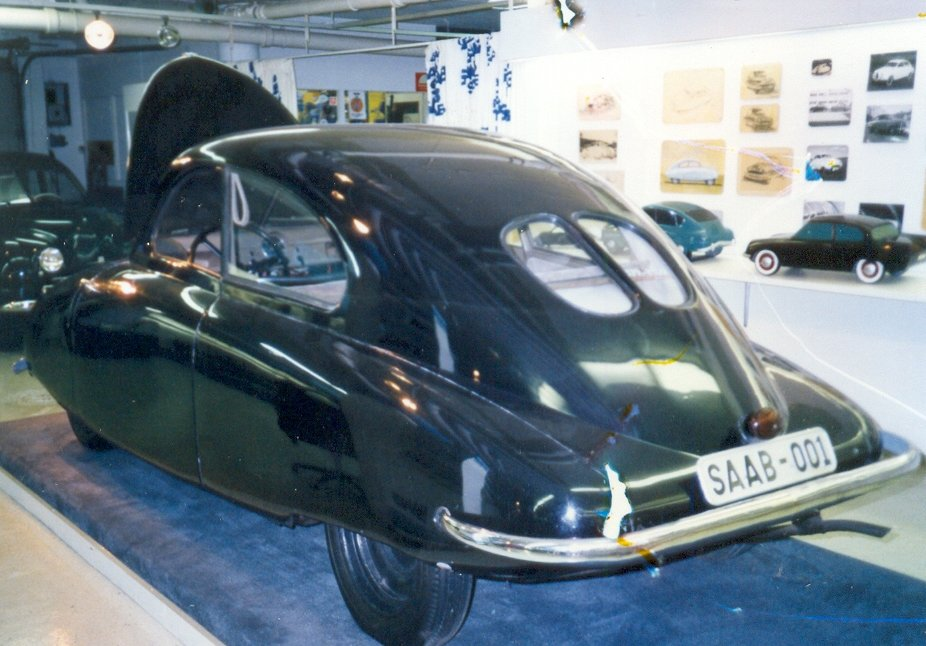
Prototype 92001, vue arrière

Enregistré sous le code E14783, le prototype 001 entame dès l'été 1946 toute une série de tests discrets, effectués jour et nuit de préférence sur des chemins peu fréquentés, essentiellement forestiers, à l'aube ou au crépuscule. Le véhicule roule dans la poussière, la boue, la neige, par tout temps sur plusieurs mois, parfois plusieurs heures durant. Le choix de la transmission avant se montre judicieux, car efficace sur neige et dans la boue. Au fil des essais, les ingénieurs effectuent diverses améliorations parmi lesquelles l'élargissement des passages de roue, pour compenser l'accumulation de matière. Gunnar Ljungström modifie le moteur et la boîte de vitesses, et en confie le prototypage à la société Albinmotor dirigée par Albin Larsson. Le système de refroidissement est notamment revu. En 1947, Sixten Sason améliore la structure de carrosserie, il redessine surtout le capot et la baie moteur dont la première mouture posait des problèmes d'accès techniques et compliquait la dépose du moteur. Les phares de la VW coccinelle sont remplacés par des phares originaux plus petits et verticaux. Un nouveau prototype, le 92002, voit ainsi le jour, suivi du 92003 pour s'approcher de la version finale destinée à la production après plus de 280 000 km d'essais.

## Version finale

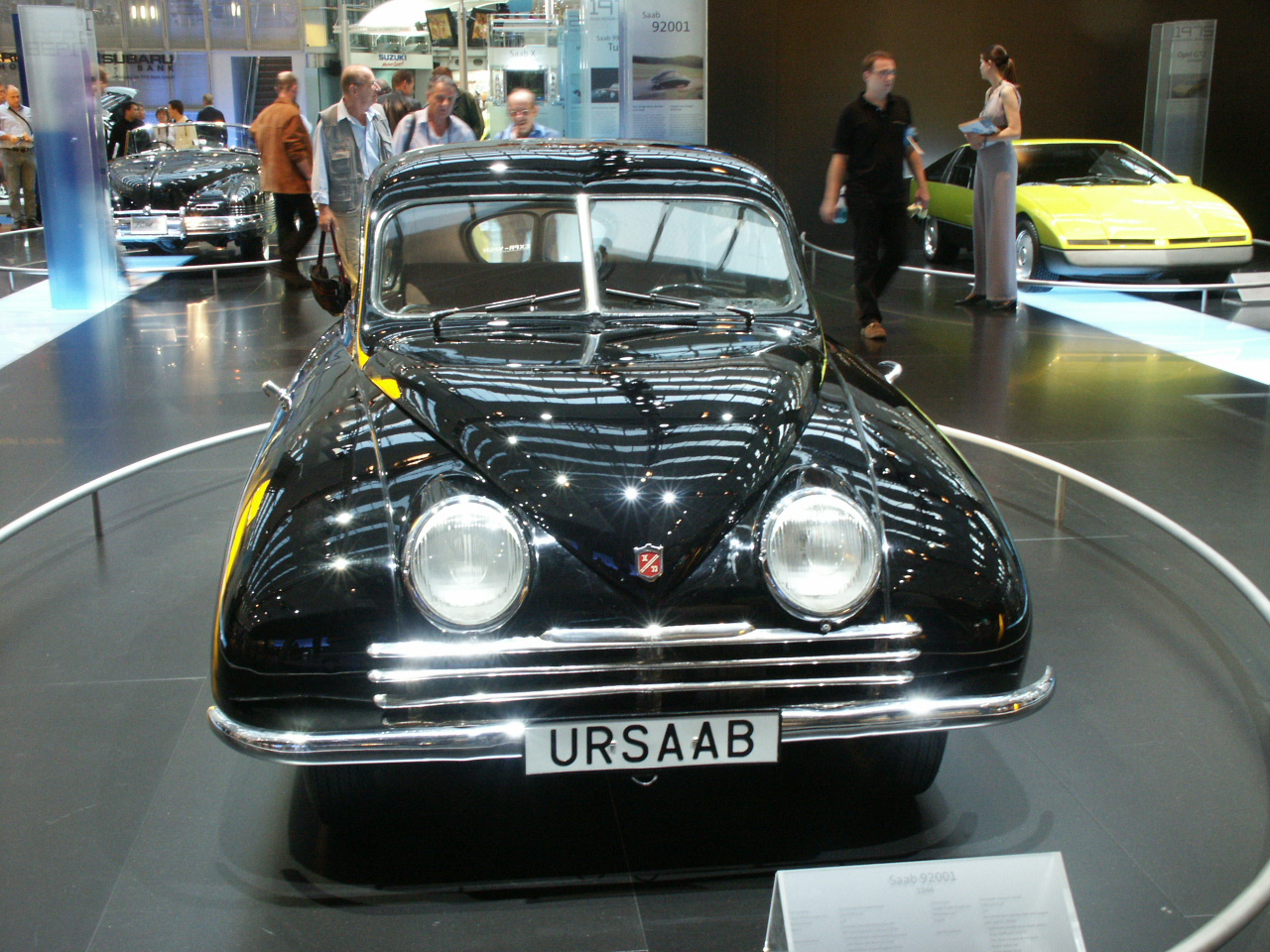
De face, montrant l'inclinaison des flancs.

C'est le 10 juin 1947 que Saab présenta la version destinée à la production. Ce prototype en acier arborait une couleur noire. L'équipe avait d'abord hésité entre du noir et du bleu, mais finalement l'achat précoce d'une peinture noire mis fin au débat. Comme Saab n'avait pas la capacité de gérer ce travail de peinture, elle fit appel à la société Aktiebolaget Svenska Järnvägsverkstäderna (ASJ) spécialisée dans la coloration des wagons et autobus. D'abord réticente à cause d'un calendrier chargé, l'entreprise accepta dès qu'elle sut qu'il s'agissait du prototype d'une automobile. 
Techniquement, la version présentée possédait un réservoir de 30 litres, des pare-chocs absorbeurs, une suspension arrière indépendante à barre de torsion, une suspension avant indépendante à barre de torsion, une caisse monocoque autoporteuse.
Après encore quelques modifications esthétiques et l'ajout d'un moteur plus puissant, la production démarra en décembre 1949 sous la désignation Saab 92. 
Le prototype 92001 est aujourd'hui exposé au musée Saab de Trollhättan ; en parfait état de marche il cumule 530 000 km.

## Motorisation

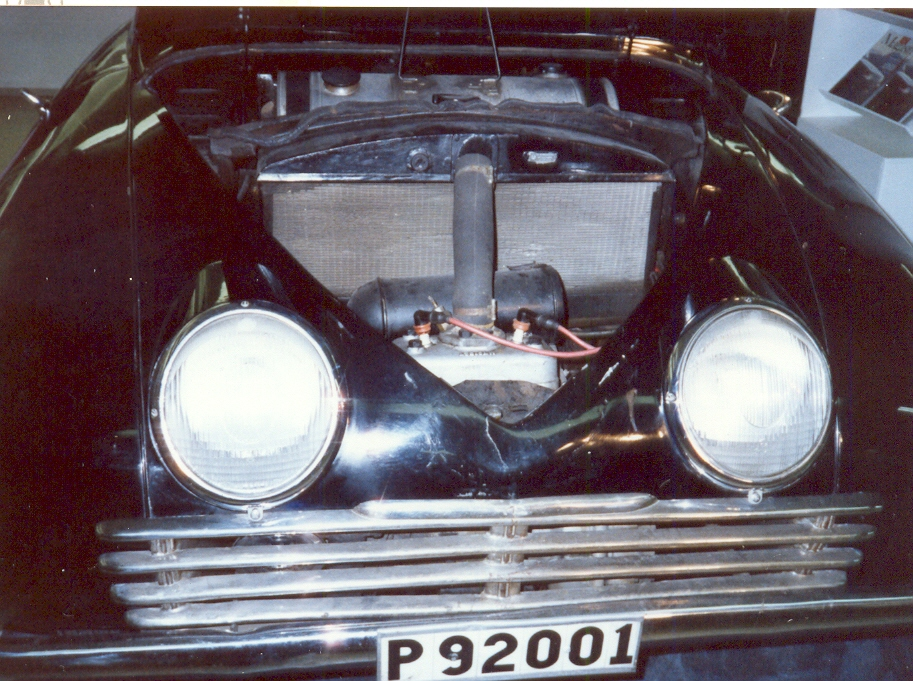
Baie moteur de la 92001

Placé en position avant transversale, le moteur d'origine DKW amélioré par Gunnar Ljungström présente un taux de compression de 5.8:1 et développe un couple de 57 N m à 2 300 tr/min. Il possède trois paliers de vilebrequin. Ses culasses sont en aluminium, le bloc en fonte, l'ensemble est refroidi par eau. La transmission aux roues avant passe par une boîte mécanique à trois rapports.
- Bicylindre en ligne à deux temps de 692 cm3 à carburateur Solex, 20 ch (14 kW) à 3 500 tr/min - origine DKW

## Finitions
Une seule finition avec intérieur beige et une robe noire.

## Liens
(en) Saabmuseum.com